# Vlajka Dominikánské republiky

Národní vlajka a civilní námořní vlajka
Poměr stran: 5:8

Státní a válečná vlajka a služební námořní vlajka
Poměr stran: 5:8

Vlajka Dominikánské republiky má podle popisu v článku č. 96 ústavy Dominikánské republiky podobu vystředěného bílého kříže, který rozděluje list na čtyři pole. Horní žerďový kanton a dolní vlající kanton jsou modré, horní vlající a dolní žerďový jsou červené.
Státní a válečná vlajka a služební námořní vlajka mají uprostřed kříže umístěn státní znak.

Vlajka prezidenta Dominikánské republiky na moři Poměr stran: 1:2
Lodní vlajka Dominikánské republiky (Naval Jack) Poměr stran: 5:8